# Deportarea romilor în Transnistria

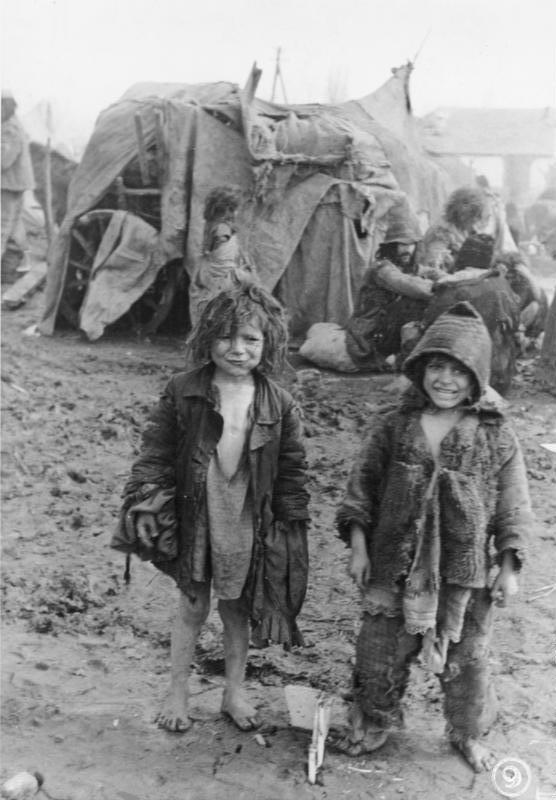
Romi în Transnistria, lângă Tiraspol

Deportarea unor comunități de romi din România în Transnistria aparține de persecuțiile etnice și rasiale din România în timpul celui de-Al Doilea Război Mondial.

## Preliminarii
De la eliberarea din robie și până la Guvernul Ion Antonescu nu a existat o „problemă” a țiganilor. Deși erau recenzați distinct ca etnie, erau tratați ca o categorie socială. Naționalismul din perioada interbelică nu a cuprins atitudini și manifestări antițigănești. Nu a existat un rasism antițigănesc așa cum a fost cel antievreiesc. Ideea deportării romilor i-a aparținut lui Ion Antonescu, nu de la începutul guvernării. Luarea unor măsuri împotriva romilor s-a discutat pentru prima dată în ședința Consiliului de Miniștri din 7 februarie 1941, când s-a pus problema scoaterii romilor din București. Criteriile care au stat la baza acestei măsuri au fost cele de ordine publică și socială, nefiind invocate motive de natură rasială.
Ion Antonescu a venit cu planul irealizabil de construire a 3-4 sate compacte în Bărăgan, cu câte 5.000–6.000 de familii (respectiv, 20-40000 de locuitori în fiecare „sat”) și, după asanarea bălților Dunării, să-i mute acolo pentru a se ocupa cu pescuitul. După precedentul deportării evreilor în Transnistria, începute în toamna anului 1941 a decis și deportarea romilor   în acest ținut. În baza deciziei luate de Ion Antonescu la începutul lunii mai 1942 a fost emis Ordinul Președinției Consiliului de Miniștri nr. 26.756/1942 către Ministerul Afacerilor Interne prin care se solicita un studiu care să cuprindă regiunile de strângere, modul de organizare a convoaielor, itinerarele, conducerea și paza convoaielor, punctele de trecere peste Prut, Nistru și Bug.

## Recensământul unor comunități de romi
Încă din luna noiembrie 1940, la recomandarea Ministerului Sănătății, Ministerul de Interne interzice deplasarea romilor nomazi deplasarea, pe motiv că transmit tifos.
În data de 31 mai 1942 Ministerul Afacerilor Interne a cerut Inspectoratului General al Jandarmeriei, prin Ordinul 33.911/17.05.1941, efectuarea unui recensământ privind unele comunități de romi:
- Țigani nomazi (căldărari, lingurari etc);
- Țigani stabili (și anume numai aceia care, deși nenomazi, sunt condamnați, recidiviști sau nu au mijloace de existență sau ocupație precisă din care să trăiască în mod cinstit prin muncă și deci constituie o povară și un pericol pentru ordinea publică. Toți aceștia urmau să fie înregistrați cu familiile lor, adică: soț, soție, copii minori sau majori, dacă trăiau sub același acoperământ).

Rezultatele acestui recensământ trebuiau înaintate ministerului sub forma a două tabele, câte unul pentru fiecare grup vizat, până la data de 10 iunie 1942. Ulterior, Ion Antonescu a cerut urgentarea operațiunii astfel încât recenzarea să se efectueze în data de 25 mai, iar comunicarea rezultatelor să se facă pe 31 mai 1941. Listele cuprindeau 40.909 persoane din care 9.471 țigani nomazi și 31.438 țigani stabili din categoria menționată/

## Deportarea

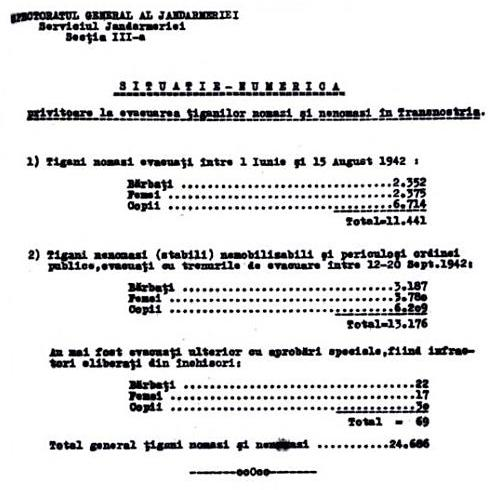
Raportul Inspectoratului Jandarmeriei - Evacuarea țiganilor în Transnistria.

Dispozițiile date de mareșalul Ion Antonescu referitoare la modul cum trebuie să se facă deportarea comunităților de țigani vizate au fost transmise de președinția Consiliului de Miniștri către Ministerul Afacerilor Interne prin Ordinul (strict secret) nr. 70 S/24.05.1942.
Romii nomazi au fost persecutați primii, prin acest act s-a ordonat deportarea lor în Transnistria, fără nicio excepție. 
Deportarea țiganilor s-a făcut prin două operațiuni.
Într-o primă etapă începută la 1 iunie 1942 au fost vizați țiganii nomazi, în baza ordinului dat de mareșalul Ion Antonescu cu o zi înainte. Din această categorie au fost evacuați în Transnistria 11.441 țigani nomazi din care 2.352 bărbați, 2.375 femei și 6.714 copii. Această operațiune a fost încheiată în 15 august 1942.
În a doua etapă care viza o parte din țiganii stabili (nenomazi) „nemobilizabili”, au fost deportați împreună cu familiile lor criminalii și delincvenții, hoții de buzunare și din trenuri și cei care trăiau numai din furt. Inițial au fost recenzați 12.497 de țigani „nemobilizabili”, dar în final au fost evacuați 13.176 țigani, din care 3.187 bărbați, 3.780 femei și 6.209 copii. Diferența în plus este explicată prin faptul că în rândul lor circula zvonul că odată ajunși în Transnistria vor fi împroprietăriți cu pământ. Din acest motiv, unii și-au vândut bunurile, au venit în gările de îmbarcare și s-au amestecat printre ceilalți țigani trecuți pe liste. Unii au solicitat oficial să plece în Transnistria. Alții s-au atașat grupurilor, profitând de momentele când trenurile erau oprite pentru control. De asemenea, unii copii sugari nu au fost trecuți pe tabele, iar alții s-au născut pe timpul transportului. Această operațiune a fost încheiată oficial pe 16 septembrie 1942.
Evacuarea restului de 18.262 țigani din această categorie a fost suspendată la începutul lunii octombrie 1942 pentru primăvara anului 1943, dar la 13 octombrie Consiliul de Miniștri a luat decizia renunțării la noi deportări de evrei și țigani. Ultimele deportări au avut loc în decembrie 1943.
Practic, pe lângă cei 24.686 țigani deportați în cele două etape, au mai fost evacuați cu aprobări speciale 69 țigani, și cele câteva sute de persoane deportate ulterior formate din cei care s-au sustras celor două etape amintite, cei eliberați din închisori și din cei trecuți de autorități pe lista indezirabililor.

## Condițiile de viață
În 1942 Ion Antonescu a ordonat deportarea în Transnistria a 24.617 de cetățeni români de etnie romă, dintre care numai jumătate au supraviețuit și au reușit să se reîntoarcă în România. Circa 11.000 au murit de frig, inaniție și epidemii apărute în urma condițiilor inumane la care au fost supuși. Pentru deportarea romilor în Transnistria nu s-a mai folosit - ca în cazul evreilor - pretextul de comunism sau activități subversive pro-sovietice, ci etichetarea întregii minorități rome ca „nomazi”, „nemobilizabili și periculoși ordinei publice”..
Genocidul romilor în Transnistria nu s-a produs prin execuții, ca în cazul evreilor. Ei au fost lăsați să moară datorită condițiilor de viață inumane la care au fost supuși: înfometare, frig, privarea de asistență medicală și de sanitație minimală.B Lipsa asistenței medicale a dus la situația că, în majoritatea cazurilor, cauza decesului era decisă în cancelariile oficiale conform formulei: vara dizenteria și iarna tifosul exantematic, ambele boli fiind provocatoare de epidemii și datorate condițiilor dezastruase de sanitație, situație pe care propaganda oficială o atribuia „obiceiurilor insalubre de viață ale romilor”.
Raportul întocmit la 21 decembrie 1942 de o comisie numită de Inspectoratul General al Jandarmeriei și condusă de colonelul Sandu Moldoveanu, care a anchetat situația celor 5.100 de romi deportați în zona Covalevca - Avdotevca - Varușino, județul Oceacov (la sfârșitul lunii decembrie 1942, această zonă a fost trecută la județul Berezovca) în zilele de 12-19 decembrie 1942 menționează că s-au semnalat două cazuri de febră tifoidă în satul Varușino și că exista pericolul de izbucnire a unei epidemii în rândul romilor, aflați în condiții fizice și sanitare mizerabile. Raportul a mai menționat, între altele, că până în acel moment (în intervalul septembrie-decembrie 1942) au murit de foame circa 200 de romi și că în zilele în care s-a făcut investigația mureau 5-10 romi zilnic. La scurt timp după acest raport, la sfârșitul lui decembrie 1942 a izbucnit între romii de la Covalevca și în împrejurimi (raionul Landau, județul Berezovca) o epidemie de tifos exantematic, culmea fiind atinsă la sfârșitul lunii ianuarie 1943. Situația romilor din această zonă a fost dificilă nu numai din cauza epidemiei, ci și a foamei și frigului, care au făcut numeroase victime.
Conform raportului final realizat de Comisia Internațională pentru Studierea Holocaustului în România, 25.000 de romi au fost deportați de autoritățile române, iar 11.000 dintre aceștia au murit.

## Proteste și intervenții pentru salvarea romilor

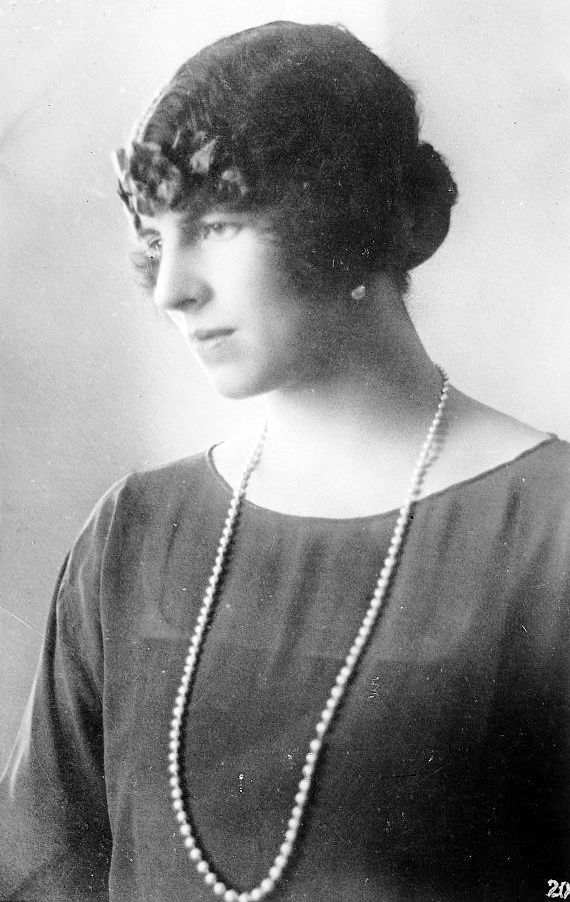
Regina-Mamă Elena a României.

Dacă inițial mulți țigani foloseau fel și fel de tertipuri pentru a ajunge în Transnistria în speranța împroprietăririi, după confruntarea cu realitatea au invocat motivul că au fost mobilizați și au cerut repatrierea. În urma investigației declanșate de Ministerul Afacerilor Interne în decembrie 1942 au primit aviz de repatriere 1.261 țigani. În rezolvarea acestor cereri s-a ținut cont și de faptul că în accepțiunea țiganilor familia este formată și din femeile necăsătorite cu care țiganii trăiesc și au copii.
Măsurile autorităților împotriva țiganilor nu s-au bucurat de sprijinul populației. Criteriile relative de triere a țiganilor au condus la numeroase abuzuri, iar administrația  a fost bombardată cu proteste și cereri fie din partea celor afectați, fie deportați, fie din partea rudelor din țară sau a celor de pe front. 
Au existat numeroase gesturi de solidaritate cu țiganii în pericol de a fi deportați sau care au fost deportați, din partea populației din localitatea respectivă, exprimate prin memorii și cereri pentru păstrarea, respectiv readucerea lor în țară.
Către conducerea statului au fost înaintate proteste din partea Asociației Generale a Romilor din România, din partea unor mari proprietari de pământ afectați de pierderea forței de muncă reprezentată de țigani și din partea altor persoane care au fost afectate indirect. De asemenea, proteste au venit și din partea unor personalități politice și culturale.
Un exemplu al protestelor liderilor democrați este scrisoarea pe care Constantin I. C. Brătianu, președintele Partidului Național Liberal, a adresat-o mareșalului Ion Antonescu, la 16 septembrie 1942, în care critica în termeni duri deportarea..
Dintre oamenii de cultură, cel mai cunoscut caz este al lui George Enescu care a afirmat că „pleacă și el în caz de-i duce muzicanții la Bug”.

## Despăgubiri
O grupare de romi din județul Gorj a intentat proces regelui Mihai I pe motiv că acesta ar fi semnat personal ordinele de deportare, afirmând că dețin dovezi în acest sens. Cazul a ajuns la CEDO (Curtea Europeană pentru Drepturile Omului), unde trenează de ani de zile. În cazul în care afirmațiile romilor sunt veridice, se pune problema întârzierii răspunderii penale a regelui pentru crime împotriva umanității.

## Legături externe
- Serial în Jurnalul Național - Deportarile în Transnistria[nefuncțională]
, 21 noiembrie 2005, Jurnalul Național Accesat: 21 iulie 2012.
- Pacatele lui Ion Antonescu[nefuncțională]
, 21 noiembrie 2005, Cristina Diac, Jurnalul Național Accesat: 21 iulie 2012.
- Decizii nescrise[nefuncțională]
, 21 noiembrie 2005, Paula Mihailov, Jurnalul Național Accesat: 21 iulie 2012.
- Au scapat de la Bug[nefuncțională]
, 21 noiembrie 2005, Cristina Diac, Jurnalul Național Accesat: 21 iulie 2012.
- Moarte, boala, foame si frig[nefuncțională]
, 21 noiembrie 2005, Ilarion Tiu, Jurnalul Național Accesat: 21 iulie 2012.
- Preludiul finalului[nefuncțională]
, 21 noiembrie 2005, Lavinia Betea, Jurnalul Național Accesat: 21 iulie 2012.
- Fara speranta[nefuncțională]
, 21 noiembrie 2005, Ilarion Tiu, Paula Mihailov, Jurnalul Național Accesat: 21 iulie 2012.
- Trenurile Mortii[nefuncțională]
, 21 noiembrie 2005, Ilarion Tiu, Cristina Vohn, Jurnalul Național Accesat: 21 iulie 2012.
- Valurile raului[nefuncțională]
, 21 noiembrie 2005, Lavinia Betea, Jurnalul Național Accesat: 21 iulie 2012.
- Cosmarul[nefuncțională]
, 21 noiembrie 2005, Cristina Diac, Jurnalul Național Accesat: 21 iulie 2012.
- Ciuma brună în România[nefuncțională]
, 21 noiembrie 2005, Lavinia Betea, Jurnalul Național Accesat: 21 iulie 2012.
- Libertatea, Cel mai mare specialist român în istoria țiganilor: «11.000 de țigani au murit în Transnistria» 19 septembrie 2010, libertatea.ro Accesat: 21 iulie 2012.
- VIDEO Câți bani au primit romii deportați în Transnistria Arhivat în 14 august 2012, la Wayback Machine., 11 martie 2011, George Lacatus, România liberă Accesat: 21 iulie 2012.
- Craiova: 69 de ani de la deportarea în Transnistria. Șeful unui ONG de romi: „Sunt mulți români care spun că era mai bine dacă mureau toți țiganii“, 30 mai 2011, Bogdan Marica, Adevărul Accesat: 21 iulie 2012.
- Găină, Ramona: GALERIE FOTO Cel mai bătrân supraviețuitor al Holocaustului țigănesc, adevarul.ro, 23 octombrie 2012. . Accesat:3 iunie 2013.
- "Valley of Sighs" - „Valea Plângerii”, film documentar de Mihai Leaha, Iulia Hossu, Andrei Crișan și Ion Gnatiuc, producție TribaFilm, 2013,  realizat cu sprijinul Institutului pentru Studierea Minorităților Naționale
- Antonescu și deportarea țiganilor în Transnistria Arhivat în 20 martie 2014, la Wayback Machine., Victor N. Bogdan, 14 februarie 2014, partidaromilor.ro
- Deportarea rromilor și tratamentul lor în Transnistria, pag. 190, presidency.ro
- Scrisoarea unui fost deportat rom. Romii din Transnistria, cadavre vii ale istoriei. Astăzi dormim cu scheleții în dulap, 30 martie 2015, Alexandru Filimon, Adevărul